# 小田部通麿
小田部 通麿（おたべ みちまろ、1926年11月24日 - 2004年8月29日）は、日本の俳優・住職。福岡県山門郡柳川町出身。本名：釈 通麿（とき みちまろ）、別名：小田部 道磨。

## 来歴・人物
柳川町の寺の息子として生まれ、18歳で太平洋戦争に応召する。復員後は拓殖大学専門部司政科）に通い、1948年に卒業。終戦後に町で戦災孤児たちが盗みを働いて少年院に送られる姿に同情し、これらの少年たちのために何かしてやりたいと考え、大阪府茨木市の「浪速少年院」や福岡県の「福岡少年院」で教官を務めた。
少年院での仕事に行き詰まりを感じていた1955年、たまたま訪れた東映京都撮影所にて面構えが強面だったことで俳優への道を勧められ東映京都撮影所に入社する。時代劇映画やヤクザ映画、テレビ時代劇で主に悪役俳優として活躍。『水戸黄門 第6部』第8話「孤独の捕縄・小倉」では吹き替えでなく、自ら乗馬をしている。のちに京都市北区の誠心寺に婿養子として入り、住職と俳優の二足のわらじを履いた。法名は「通山（つうぜん）」。
1967年から1970年にかけて栗塚旭主演のテレビ時代劇シリーズ『俺は用心棒』、『待っていた用心棒』、『帰って来た用心棒』、『天を斬る』、『燃えよ剣』に西田良・香月凉二と共にレギュラー出演し、味のある名脇役として一連の作品を盛り上げた。特に『燃えよ剣』で演じた、新選組を応援する八木家の差配人・伝蔵役は左右田一平演じる町医者・裏通り先生とのコンビが脇役としての存在感を生み出していた。2000年に放送された京都チャンネルのドキュメント番組『新選組黄金期』では、誠心寺を訪れた左右田一平と対談し、『燃えよ剣』撮影当時の思い出を語っている。
小田部がレギュラーに起用された上記作品群の脚本全てを執筆した結束信二が1987年に死去した。結束が生前に「小田部さんがお坊さんになったので葬式は小田部さんに」と遺言していたこともあり、葬式では舞台稽古の合間を縫って駆けつけた小田部がお経を涙声で読み上げ、結束信二の墓も小田部が住職を務める誠心寺に存在する。
2004年（平成16年）8月29日午後8時49分、再生不良性貧血により京都市左京区の病院で没した。77歳没。

## 主な出演

### テレビドラマ
- 風小僧 第1部（1959年、NET / 東映） - 鬼頭一角
- 忍びの者（1964年 - 1965年、NET / 東映） - 藤林党の中忍・大炊孫太夫
- 柳生武芸帳 第11、16、21、23話（1965年、NET / 東映） ※近衛十四郎版
- 柔道水滸伝（1965年 - 1966年、CX / 日本電波映画社）
- 新選組血風録（NET / 東映）
  - 第7話「菊一文字」（1965年）－ 水戸脱藩の陸援隊士・戸沢鷲郎
  - 第19話「あかね雲」（1965年）－ 辻占売りの親方・竹蔵
- 素浪人 月影兵庫（NET / 東映）
  - 第1シリーズ
    - 第9話「月は見ていた」（1965年） - 鎌五郎
    - 第24話「子守唄が剣を呼んでいた」（1966年） - 村岡半五郎

  - 第2シリーズ
    - 第28話「礫柱が待っていた」（1967年） - 稲妻小僧
    - 第44話「かけた情けが仇だった」（1967年） - 雲助
    - 第74話「お山の大将が二人いた」（1968年）
    - 第103話「腕白小僧が泣いていた」（1968年） - 力造の子分・マサ
- われら九人の戦鬼 第14話「炎の城」（1966年、NET / 東映） - 杉戸作兵衛
- 銭形平次（CX / 東映） ※大川橋蔵版
  - 第28話「名刀の罪」（1966年） - 土井駒五郎
  - 第73話「首なし佛」（1967年） - 山形
  - 第105話「風車の唄」（1968年） - 相良仙十郎
  - 第124話「血染めの手型」（1968年） - 願人坊主
  - 第233話「恋文悲願」（1970年） - 大場一策
  - 第290話「死者の証言」（1971年） - 九紋竜の伝造
  - 第293話「お鯉の仇討」（1971年） - 秋山直記
  - 第314話「雨傘を干す女」（1972年） - 常五郎
  - 第361話「母娘はぐれ鳥」（1973年） - 牛久の仙蔵
  - 第409話「江戸と田舎の若旦那」（1974年） - 半五郎
  - 第429話「朱い吹矢」（1974年） - 九造
  - 第465話「地獄の使者」（1975年） - 団蔵
  - 第507話「消えた証文」（1976年） - 沼田軍兵ヱ
  - 第508話「腕白坊主の目に涙」（1976年） - 倉田
  - 第537話「秘密」（1976年） - 桜庭鬼十郎
  - 第561話「八五郎大いに嘆く」（1977年） - 九造
  - 第581話「吉凶うらおもて」（1977年） - 鉄禅
  - 第615話「雨の声」（1978年） - 六造
  - 第659話「さらわれた同心」（1979年） - 弥七
  - 第784話「銃声に忍ぶ恋」（1981年） - 太吉
  - 第792話「人情渡り鳥」（1981年） - 仙右ヱ門
  - 第822話「玄界灘に銭が飛ぶ」（1982年） - 茶店の親爺
- 用心棒シリーズ（NET / 東映）
  - 俺は用心棒 第10、12、13、15 - 17、19、21、26話（1967年） - 目明かし・千造 ※準レギュラー
  - 待っていた用心棒 第11 - 16話（1968年） - 居酒屋の亭主・作次郎 ※準レギュラー
  - 帰って来た用心棒 第4、6 - 11、14 - 19、22、24 - 28、32 - 36話（1968年） - 目明かし・千造 ※レギュラー
- 仮面の忍者 赤影（KTV / 東映）
  - 第14、15、17 - 20話（1967年） - 不知火典馬（卍党編）
  - 第36話「忍法石仏」（1967年） - 魔風刑部（根来編）
- 野次馬がいく 第6話「燃やせ!友情」（1967年、NET / 東映）
- 大奥 第44話「比丘尼の館」（1969年） - 色街の酔客
- 素浪人 花山大吉（NET / 東映）
  - 第7話「自分で自分を探していた」（1969年） - 利七
  - 第20話「我が子を拾うバカもいた」（1969年） - 荒武
  - 第29話「腹の虫が怒っていた」（1969年） - 無念達願流道場の門下生
  - 第99話「お人好しが過ぎていた」（1970年） - 滝造
- 花のお江戸のすごい奴 第4話「明日雨になれ」（1969年、CX / 東映 / 新国劇） - 大館左馬次郎
- 旅がらす くれないお仙 第34話「追っかけないでよ」（1969年、NET / 東映）
- 水戸黄門 (TBS / C.A.L)
  - 第1部 第7話「雨あがる -大井川-」（1969年） - 冬樹主膳
  - 第2部 第24話「悪い奴ら -宮津-」（1971年）
  - 第3部 第24話「女海賊とにせ黄門」（1972年5月8日） - 薩摩藩長崎邸の役人
  - 第4部 第28話「庄助さんの娘 -会津若松-」（1973年） - 弁天の島五郎
  - 第5部 第13話「浪花女のど根性 -大阪-」（1974年） - 権次の手下・源太
  - 第6部 第8話「孤独の捕縄・小倉」（1975年） - 抜け荷の一味・うつぼの源太
  - 第7部
    - 第4話「御用船大爆破!! -石巻-」（1976年） - 熊三
    - 第28話「ひょうろく玉の仇討ち -諏訪-」（1976年）

  - 第8部 第25話「初春博多囃子 -博多-」（1978年） - 大髭の侍
  - 第14部 第11話「津軽馬鹿塗り駄目親父 -弘前-」（1984年） - 聖天三五郎
  - 第16部 第31話「頑固くらべ献上茶釜 -山形-」（1986年） - 大五郎
  - 第17部
    - 第18話「河豚に当って悪退治 -下関-」（1987年） - 逆櫓の波右衛門
    - 第23話「黄門様の占い縁結び -姫路-」（1988年）

  - 第18部 第14話「泣き笑い助太刀志願 -小浜-」（1988年） - 浜風の寅造
  - 第19部 第28話「占い名人梅里先生 -川越-」（1990年） - 友造
  - 第20部 第9話「黄門様の商ん人修行 -大坂-」（1991年） - 天満の鉄五郎
- 天を斬る（1969年 - 1970年、NET / 東映） - 大工の棟梁・万五郎 ※レギュラー
- あゝ忠臣蔵（KTV / 東映）
  - 第1話「美しき元禄の春」（1969年） - 村上庄左衛門
  - 第11話「女間者秘話」（1969年） - 坂口久兵衛
  - 第33話「内蔵助危機一髪」（1969年） - 政吉
  - 第35話「雪の南部坂」（1969年） - 政吉
  - 第36話「討入り前夜」（1969年） - 政吉
- 大坂城の女（KTV / 東映）
  - 第5話「寧々と茶々」（1970年） - 織田家臣・佐々成政
  - 第39話「最期の二日間」（1970年） - 豊臣軍の将兵・郡主馬
- 大岡越前 (TBS / C.A.L)
  - 第1部 第24話「蛇の目傘の女」（1970年） - 吉蔵
  - 第2部 第17話「天狗退治」（1971年） - 小平左次兵ヱ
  - 第3部
    - 第10話「江戸のごみ」（1972年） - 清五郎
    - 第20話「ゆすり」（1972年） - ひげの男

  - 第4部 第8話「秋刀魚にがいか恋の味」（1974年） - 助川
  - 第5部 第6話「足を洗った女」（1978年） - 儀作
  - 第7部
    - 第14話「情けが仇の人助け」（1983年） - 権三
    - 第23話「闇に閃く恐怖の邪険」（1983年） - 掛布の吉兵衛

  - 第12部
    - 第16話「十手を持った無法者」（1992年） - 稲荷の唐造
    - 第23話「駕籠屋が見ていた真犯人」（1992年） - 薊屋熊治郎
- 燃えよ剣 第2話 - 第26話（1970年、NET / 東映） - 八木家の差配人・伝蔵 ※レギュラー
- 遠山の金さんシリーズ（NET・ANB / 東映）
  - 遠山の金さん捕物帳（NET） ※中村梅之助版
    - 第10話「最後に笑った男」（1970年）
    - 第73話「かどわかした男」（1971年）
    - 第135話「冥土から帰った男」（1972年）
    - 第144話「海の向うから来た女」（1973年）

  - 遠山の金さん （NET・ANB） ※杉良太郎版
    - 第1シリーズ 
      - 第6話「泪橋に罠をかけろ!!」（1975年） - 太田屋の番頭
      - 第43話「江戸と浪花の風来坊」（1976年） - 惣兵衛
      - 第75話「はるかな江戸の便り」（1977年） - 観音一家 源太
      - 第92話「雷雨の中の女」（1977年）-お重屋の辰

    - 第2シリーズ 第7話「八百八町の星が泣いた」（1979年） - 嘉平治

  - 遠山の金さん （ANB） ※高橋英樹版
    - 第1シリーズ
      - 第39話「女賞金稼ぎ!鬼薊のおりん」（1983年）
      - 第86話「料亭女将殺人 犯人にされた金さん!」（1984年）- 茂造
      - 第88話「愛か憎しみか灼熱の女人形師!」（1984年）
      - 第105話「うたかたの夢・悪夢を見た華園の女!」（1984年）- 権六
      - 第144話「母の名はおんな水中縄抜け師!」（1985年）- 熊五郎

    - 第2シリーズ 第14話「魔の砂丘・越後三味線の女IV」（1986年）- 十太夫
- 清水次郎長（CX / 東映）
  - 第11話「命を賭けて来た男」（1971年） - 身延の大助
  - 第20話「土にまみれた長脇差」（1971年） - 市
- 徳川おんな絵巻 （KTV / 東映）
  - 第7話「お妾拝領仕る」（1970年） - 佐野
  - 第33話「戦場のなでしこ隊」（1971年） - 中島信行
- 柳生十兵衛（CX / 東映）
  - 第10話「黒竜の秘密」（1970年） - 金剛一角
  - 第22話「決斗 鍵屋の辻」（1971年） - 久世三四郎
  - 第29話「生きていた亡霊」（1971年） - 瓜生紋三
- さむらい飛脚 第2話「深夜の使い」（1971年、NET / 東映）
- 父子鷹（1972年、KTV） - 小野兼吉
- 忍法かげろう斬り 第8話「姫売り公卿」（1972年、KTV / 東映）
- 世なおし奉行（NET / 東映）
  - 第18話「共謀」（1972年） - 人足
  - 第23話「怒りの天」（1972年）
- 二人の素浪人 第3話「居合い斬り宿場の嵐」（1972年、CX / 東映） - 黒岩軍十郎
- 長谷川伸シリーズ（NET / 東映）
  - 第1話「沓掛時次郎」（1972年）
  - 第9話「人斬り伊太郎」（1972年）
- 眠狂四郎（KTV / 東映）
  - 第3話「刃は時雨に濡れた」（1972年）
  - 第11話「裸女に神を見た」（1972年）
  - 第23話「謎の女は闇を恨んだ」（1973年）
- 隼人が来る（CX / 東映）
  - 第3話「白頭巾参上」（1972年）
  - 第12話「人斬り子守唄」（1972年）
  - 第25話「野望の城」（1973年） - 町奉行・牧野
- 木枯し紋次郎 第2シリーズ 第3話「水車は夕映えに軋んだ」（1972年、CX / C.A.L） - 八五郎
- 地獄の辰捕物控 第20話「わらべ唄が闇に聞えた」（1973年、NET / 東映） - 三造
- 新選組 第1 - 7、9 - 11、13 - 15、17話（1973年、CX / 東映） - 浅井又兵衛 ※レギュラー
- 素浪人 天下太平 第8話「夕焼け子焼けの子守唄」（1973年、NET / 東映） - 鬼五郎
- 江戸を斬る（TBS / C.A.L）
  - 江戸を斬る 梓右近隠密帳
    - 第3話「天下の一大事」（1973年） - 水俣軍太夫
    - 第25話「反乱前夜」（1974年）

  - 江戸を斬る (西郷輝彦)
    - 江戸を斬るII
      - 第1話「江戸を斬る」（1976年） - 役人
      - 第18話「忠治 江戸に現わる」（1976年） - 寅造
      - 第26話「美しい復讐鬼」（1976年） - 戸崎勝五郎

    - 江戸を斬るIII
      - 第1話「江戸を斬るIII」（1977年） - 伊平次
      - 第13話「金四郎の結婚」（1977年） - 常五郎
      - 第23話「男の約束」（1977年）- 吾平

    - 江戸を斬るV 第24話「瞼の母は女掏摸」（1980年） - 銀次
    - 江戸を斬るVI 第5話「消えた土蜘蛛十蔵」（1981年） - 駒十
- 隠密剣士 第3話「赤目忍法 十方攻め」（1973年、TBS / 宣弘社プロダクション）
- ぶらり信兵衛 道場破り（CX / 東映）
  - 第8話「二十三人の裸侍」（1973年） - 宍戸土之助
  - 第44話「うちへおいで」（1974年） - 山田権兵衛
- 唖侍 鬼一法眼 第10話「吠えた峠の女心」（1973年、NTV / 勝プロ） - 剣三
- 必殺シリーズ （ABC / 松竹）
  - 助け人走る 第11話「落選大多数」（1973年） - 寺田孫八
  - 必殺仕置屋稼業 第1話「一筆啓上地獄が見えた」（1975年） - 瓦屋 仙助
  - 必殺仕事人 第80話「踊り技 回り舞台振り落し」（1980年） - 時五郎
- 大久保彦左衛門 第21話（1974年、KTV）
- 次郎長三国志 第9話、第15話、第16話（1974年、NET / 東映） ※鶴田浩二版
- 座頭市物語 第4話「縛られ観音ゆきずり旅」（1974年、CX / 勝プロ） - 助川の吉兵衛
- 影同心 第6話「廓に咲く花殺し節」（1975年、MBS / 東映） - ほてい屋八造
- 賞金稼ぎ 第11話「宿場のガンスモーク」（1975年、NET / 東映） - 巴屋源助
- 十手無用 九丁堀事件帖（NTV / 東映）
  - 第4話「私は見た」（1975年） - 弥十
  - 第8話「鐚銭一文 おいらの願い」（1975年） - 井原盛之助
- 宮本武蔵 第13話「剣の道と恋の道」（1975年、CX / 歌舞伎座テレビ） - 法師 ※市川団十郎版
- 徳川三国志 第20話「忍びの掟は死の掟」（1976年、NET / 東映） - 重兵衛
- 夫婦旅日記 さらば浪人 第2話「春の城下町」（1976年、CX / 勝プロ）
- お耳役秘帳 （1976年、KTV / 歌舞伎座テレビ）
  - 第8話「俺がやらなきゃ誰がやる」 - 伝吉
  - 第21話「悪女・風の中」 - 源次
- 江戸特捜指令 第3話「変幻自在!動くサイコロ」（1976年、MBS / 三船プロダクション）
- 桃太郎侍 （NTV / 東映）
  - 第37話「尼僧の館に黒い雨」（1977年） - 鉄心
  - 第66話「嘘とまことの仇討悲願」（1978年） - 岩崎要
  - 第87話「鶴が啼く岸辺」（1978年） - 捨吉
  - 第111話「戻った記憶が呼んだ鬼」（1978年）- 井原新八郎
  - 第190話「はぐれ女のいのち花」（1980年）- 助五郎
- 新 木枯し紋次郎（12ch / C.A.L・映像京都）
  - 第14話「白刃を縛る五日の掟」（1978年） - 安原の鉄蔵
  - 第19話「女郎にはたった一言」（1978年） - 桑名の重蔵
- 暴れん坊将軍シリーズ （ANB / 東映）
  - 吉宗評判記 暴れん坊将軍
    - 第3話「命を的の一番纏」（1978年） - 上田久兵衛
    - 第14話「黄金のからす札」（1978年） - 岳丈
    - 第46話「天下御免のお年玉」（1979年） - 唐船屋重兵衛
    - 第91話「対決！嵐の甲府城」（1979年） - 小笠原敬俊
    - 第108話「将軍に命令する男」（1980年） - 同朋頭
    - 第117話「虎に喰われた悪い奴」（1980年） - 良庵
    - 第153話「男が火花を散らすとき」（1981年） - 寅松
    - 第183話「かりそめに咲く夜の花」（1981年） - 笠原外記

  - 暴れん坊将軍II
    - 第20話「花札地獄の甘い罠」（1983年） - 安房屋六兵衛
    - 第36話「危機一髪！皆殺し砦」（1983年） - 茂作
    - 第92話「誰がワルやら閻魔やら!」（1985年） - 当兵衛
    - 第150話「吉宗危うし、消えた御神刀!」（1986年） - 玄斉
- 若さま侍捕物帳 第3話「参上!! 涙の大脱走」（1978年、ANB / 国際放映）
- 柳生一族の陰謀 （KTV / 東映） 
  - 第3話「駿府の黒い影」（1978年） - 片禿
  - 第18話「沈丁花は殺しの匂い」（1979年） - 喜兵衛
- 大捜査線 第4話「傷ついた野獣」（1980年、CX / ユニオン映画）
- 長七郎天下ご免!（ANB / 東映）
  - 第13話「吾兵衛が惚れた!」（1980年） - 牢名主
  - 第23話「花ひらく五重の塔」（1980年）- たぬき屋主人
  - 第42話「暗殺!死を賭けた友情」（1980年） - 日野屋庄兵衛
  - 第95話「愛ふたたび江戸のはぐれ鳥」（1981年） - 直助
- 雪姫隠密道中記 第7話「悪代官は瓜二つ -柳井-」（1980年、MBS / S.H.P） - 常蔵
- 服部半蔵 影の軍団 第21話「潜伏！蛇の穴」（1980年、KTV / 東映） - 洞厳
- NHK大河ドラマ / 獅子の時代 第39 - 43話（1980年、NHK） - 囚人・松平
- 悪党狩り（12CH / 松竹・藤映像コーポレーション）
  - 第6話「般若の面が笑う時」（1980年） - 般若の竜右衛門
  - 第11話「妻恋い侠客道」 （1980年） - 久万吉
- 柳生あばれ旅シリーズ（ANB / 東映）
  - 柳生あばれ旅 第15話「裏切者は女で殺せ -藤川-」（1981年） - 甚左
  - 柳生十兵衛あばれ旅 第6話「上州女にからっ風」（1982年） - 板鼻宿代官
- 土曜ワイド劇場 / 死刑執行五分前・息子は犯人じゃない!（1981年、ABC / 東映） - 看守
- 時代劇スペシャル（CX）
  - 血槍富士（1981年、東映） - 藤三郎
  - 地獄の左門十手無頼帖「与力妻殺人事件の背景と暗殺の謎」（1982年、東映） - 雲井新十郎
  - 御金蔵破りシリーズ
    - 新・御金蔵破り「名古屋城をねらう怪盗の執念と華麗な大作戦」（1982年、東映）
    - 御金蔵破り・家康の首「お庭番必死の策謀に闇の牙怨念の対決」（1983年、東映） - 星陣内
- ザ・ハングマン 第44話「人狩り村に潜入せよ」（1981年、ABC / 松竹芸能） - 田沢村村長・田所
- 警視庁殺人課 第18話「ハイウェイ殺人事件・死の運び屋」（1981年、ANB / 東映）
- お命頂戴! 第9話「女ひとり涙の墓標」（1981年、TX / 歌舞伎座テレビ）
- 火曜サスペンス劇場 / たそがれに標的を撃て（1982年、NTV / 東映）
- 立花登・青春手控え 第5話「花一輪」（1982年、NHK）
- ザ・サスペンス / 十津川警部シリーズ（1）特急さくら殺人事件（1982年、TBS / 大映テレビ） - 青柳源一 ※宝田明版
- 三匹が斬る! 第14話「まぼろしの母を訪ねて地獄旅」（1988年、ANB / 東映） - 夜鴉の藤兵衛
- 長七郎江戸日記 第2シリーズ 第36話「友吉、愛に死す」（1988年、NTV / ユニオン映画） - 女郎屋・源造
- 新春時代劇スペシャル「家光と彦左と一心太助 天下の一大事 危うし江戸城!」（1989年、ANB / 東映）
- 八百八町夢日記 第1シリーズ 第16話「ねの字小僧参上」（1990年、NTV / ユニオン映画） - 小野川弁蔵

### その他のテレビ番組
- 新選組プロジェクト（1999年、京都チャンネル）
- 新選組黄金期 第1回「復活!裏通りと伝蔵」（2000年、京都チャンネル）

### 映画
- 虚無僧系図（1955年、東映京都） - 坂田三九郎
- 夕焼童子 第一篇 出羽の小天狗（1955年、東映京都） - 櫛川五郎
- 夕焼童子 第二篇 暁の槍騎隊（1955年、東映京都） - 櫛川五郎
- 紅顔の若武者 織田信長（1955年、東映京都） - 五味新蔵
- 薩摩飛脚（1955年、東映京都） - 舟頭長八
- ふり袖小天狗（1955年） - 沼沢大六
- 快傑黒頭巾シリーズ（東映京都） ※大友柳太朗版
  - 御存じ快傑黒頭巾 危機一発（1955年） - 髭隊士
  - 御存じ快傑黒頭巾 神出鬼没（1956年） - 山男
  - 危うし!快傑黒頭巾（1960年） - 石田
- 赤穂浪士 天の巻 地の巻（1956年、東映京都） - 岡林埜之助
- 鍔鳴浪人（1956年、東映京都） - 井桁一笑
- 剣豪二刀流（1956年、東映京都） - 田川大八
- 快剣士 笑いの面（1956年、東映京都） - 茂平
- 異国物語 ヒマラヤの魔王 三部作（東映京都） - 山室玄内
  - 異国物語 ヒマラヤの魔王（1956年）
  - 異国物語 ヒマラヤの魔王 双竜篇（1956年）
  - 異国物語 ヒマラヤの魔王 日月篇（1956年）
- 父子鷹（1956年、東映京都） - 渡辺派の浪人・伊藤佐造
- 忠治祭り 剣難街道（1956年、東映京都） - こって牛
- 江戸三国志 三部作（東映京都） - 秦野屋九兵衛
  - 江戸三国志（1956年）
  - 江戸三国志 疾風篇（1956年）
  - 江戸三国志 完結迅雷篇（1956年）
- 旗本退屈男シリーズ（東映京都） ※市川右太衛門版
  - 旗本退屈男 謎の幽霊船（1956年） - 手登根助八
  - 旗本退屈男 謎の紅蓮塔（1957年） - 中田左京
  - 旗本退屈男 謎の蛇姫屋敷（1957年） - 川浪軍蔵
  - 旗本退屈男 謎の竜神岬（1963年） - 小岩井周蔵
- 隠密秘帖 まぼろし城（1956年、東映京都） - 古彦新八
- 青年安兵衛 紅だすき素浪人（1956年、東映京都） - 島田三五郡
- 風雲黒潮丸シリーズ（東映京都） - 泉州屋
  - 南海の若武者物語 風雲黒潮丸（1956年）
  - 続 風雲黒潮丸 まだら狼（1956年）
  - 風雲黒潮丸 完結篇 南海の若武者（1956年）
- 復讐侠艶録（1956年、東映京都） - 曲淵甲斐守
- 髑髏銭（1956年、東映京都） - 国侍・大鹿彦市
- ふり袖太平記（1956年） - 半次
- 獅子丸一平シリーズ（東映京都） - 菊地右門
  - 続々 獅子丸一平（1956年）
  - 危し!獅子丸一平（1956年）
  - 獅子丸一平 完結篇（1956年）
- 曽我兄弟 富士の夜襲（1956年、東映京都） - 新開荒四郎
- 妖蛇の魔殿（1956年、東映京都） - 荒巻荒九郎
- 魔像（1956年、東映京都） - 神保造酒
- 任侠清水港（1957年、東映京都） - 伴作
- 若獅子大名（1957年、東映京都） - 浪人乙
- 若獅子大名 完結篇（1957年、東映京都） - 浪人乙
- 青雲の鬼（1957年、東映京都） - 中津川主膳
- 海賊奉行（1957年、東映京都） - 大沼権十郎
- 大名囃子（1957年、東映京都） - 雑巾熊
- 大名囃子 後篇（1957年、東映京都） - 雑巾熊
- 隼人族の叛乱（1957年、東映京都） - 長束五郎右衛門
- 股旅男八景 殿さま鴉（1957年、東映京都） - 役人B
- 仇討崇禅寺馬場（1957年、東映京都） - 松田十左衛門
- 緋ぼたん肌（1957年、東映京都） - 千束の七兵衛
- 魔の紅蜥蜴（1957年、東映京都） - 土肥伝右衛門
- 黄金の伏魔殿（1957年、東映京都） - 小田切一覚
- ゆうれい船 怒濤篇（1957年、東映京都） - 黒右衛門
- 富士に立つ影（1957年、東映京都） - 剣客B
- 朝晴れ鷹（1957年、東映京都） - 大利根兵助
- 神変麝香猫（1958年、東映京都） - 木暮三四郎
- 江戸の名物男 一心太助（1958年、東映京都） - 兼松又四郎
- 千両獅子（1958年、東映京都） - 大崎弥五郎
- 丹下左膳シリーズ（東映京都） ※大友柳太朗版
  - 丹下左膳（1958年） - 井上兵馬
  - 丹下左膳 濡れ燕一刀流（1961年） - 般若の政吉
- 葵秘帖（1958年、東映京都） - 秋山要之進
- 大菩薩峠シリーズ（東映京都） ※片岡千恵蔵版
  - 大菩薩峠 第二部（1958年） - 村田文蔵
  - 大菩薩峠 完結篇（1959年） - 山口四郎右衛門
- 鶯城の花嫁（1958年、東映京都） - 大崎隼人
- 新選組（1958年、東映京都） - 松原忠司
- 大岡政談 幽霊八十八夜（1958年、東映京都） - 浪人
- 若君千両傘（1958年、東映京都） - 山路鉄太郎）
- 小天狗霧太郎（1958年、東映京都） - 山猫権三
- 小天狗霧太郎 完結篇（1958年、東映京都） - 山猫権三
- 神州天馬侠（1958年、東映京都） - 轟伝内
- 神州天馬侠 完結篇（1958年、東映京都） - 轟伝内
- 金獅子紋ゆくところ 黄金蜘蛛（1958年、東映京都） - 藤堂重作
- 鞍馬天狗（1959年、東映京都） - 岩淵郷太夫 ※東千代之介版
- あばれ大名（1959年、東映京都） - 秋山
- 美男城（1959年、東映京都） - 荒武者B
- お役者文七捕物暦 蜘蛛の巣屋敷（1959年、東映京都）
- おしどり道中（1959年、東映京都） - 重助
- 風流使者 天下無双の剣（1959年、東映京都） - 吉岡重兵衛
- 紅顔の密使（1959年、東映京都） - 楯彦
- 伊達騒動 風雲六十二万石（1959年、東映京都） - 荒浪
- 水戸黄門シリーズ（東映京都） ※月形龍之介版
  - 水戸黄門 天下の副将軍（1959年） - 高松藩士B
  - 水戸黄門（1960年） - 大嶋又三郎
- 江戸っ子判官とふり袖小僧（1959年） - 箱根の山賊（三）
- 血斗水滸伝 怒濤の対決（1959年、東映京都） - 大河原斉
- 里見八犬傳（1959年、東映京都） - 権頭団右衛門
- 榛名ばやし 喧嘩鷹（1959年、東映京都） - 才兵衛
- 長七郎旅日記 魔の影法師（1959年、東映京都） - 酒田
- 長七郎旅日記 はやぶさ天狗（1959年、東映京都） - 秋月右京
- 天下の伊賀越 暁の血戦（1959年、東映京都） - 荒川頼平
- 風雲児 織田信長（1959年、東映京都） - 五味新蔵
- 任侠中仙道（1960年、東映京都） - 伝次
- 野狐笛 花吹雪一番纏（1960年、東映京都） - 檜垣陣内
- 若櫻千両槍（1960年、東映京都） - 不動の銀十郎
- 大江戸の侠児（1960年、東映京都） - 若侍甲
- 弥太郎笠（1960年、東映京都） - 牛五郎
- 新吾十番勝負シリーズ（東映京都） ※大川橋蔵版
  - 新吾十番勝負 第三部（1960年） - 木戸頑鉄
  - 新吾二十番勝負（1961年） - 有馬
  - 新吾二十番勝負 第二部（1961年） - 矢口典膳
  - 新吾番外勝負（1964年） - 庄五郎
- 照る日くもる日（1960年、第二東映京都） - 間瀬三五郎
- 大岡政談 魔像篇（1960年、東映京都） - 神保造酒
- 親鸞（1960年、東映京都） - 老傀儡師
- 続 親鸞（1960年、東映京都） - 老傀儡師
- 壮烈新選組 幕末の動乱（1960年、東映京都） - 武田観柳斎
- 次郎吉囃子 千両小判（1960年、東映京都） - 仏の五兵衛
- まぼろし大名 完結篇（1960年、第二東映京都） - 天堂一角
- 次郎長血笑記シリーズ（第二東映京都） - 新村敬介
  - 次郎長血笑記 富士見峠の対決（1960年）
  - 次郎長血笑記 殴り込み荒神山（1960年）
- 旅の長脇差 伊豆の佐太郎（1960年、第二東映京都） - 武井半蔵
- 半七捕物帖 三つの謎（1960年、東映京都） - 藤吉
- 野火を斬る兄弟（1960年、第二東映京都） - 源七
- 江戸の朝風（1960年、東映京都） - 近藤熊右衛門
- 百万両秘帖 前後篇（1960年、第二東映京都） - 赤垣伝六
- 遊侠の剣客 つくば太鼓（1960年、第二東映京都） - 大場右源太
- お役者変化捕物帖 弁天屋敷（1961年、第二東映京都） - 辻岡左内
- お役者変化捕物帖 血どくろ屋敷（1961年、ニュー東映京都） - 山崎作兵衛
- お奉行さまと娘たち（1961年、第二東映京都） - 勘八
- 江戸っ子肌（1961年、東映京都） - 赤尾弥左衛門
- 柳生武芸帳シリーズ（東映京都） ※近衛十四郎版
  - 柳生武芸帳（1961年） - 鈴木万四郎
  - 柳生武芸帳 夜ざくら秘剣（1961年） - 原田菊二郎
  - 十兵衛暗殺剣（1964年） - 宮三蔵
- 剣豪天狗まつり（1961年、東映京都） - 渋川伴竜軒
- 富士に立つ若武者（1961年、東映京都） - 比企能員
- 月形半平太（1961年、東映京都） - 牧佐治馬
- 花笠ふたり若衆（1961年、東映京都） - 法印大五郎
- ふり袖小姓捕物帖 蛇姫囃子（1961年、東映京都） - 金沢大五郎
- ちゃりんこ街道（1961年、東映京都） - 高月大之進
- 幽霊五十三次（1961年、ニュー東映京都） - 大熊陣十郎
- 人形佐七捕物帖シリーズ（東映京都） ※若山富三郎版
  - 人形佐七捕物帖 恐怖の通り魔（1961年） - 寅
  - 人形佐七捕物帖 闇に笑う鉄仮面（1961年）
- 逆襲 天の橋立（1961年、東映京都）
- 幽霊島の掟（1961年、東映京都） - 大原剛左衛門
- 口笛を吹く無宿者（1961年、東映京都） - あばれ熊の辰
- 港祭りに来た男（1961年、ニュー東映京都） - 狐の次郎平
- ひばりのおしゃれ狂女（1961年、東映京都） - 青江源内
- 赤い影法師（1961年、東映京都） - 石塚伴作
- 暴れん坊一代（1962年、東映京都） - 半次
- 八幡鳩九郎（1962年、東映京都） - 角崎万之助
- お姫様と髭大名（1962年、東映京都） - 鬼蘇の大五郎
- 天草四郎時貞（1962年、東映京都） - 三吉
- きさらぎ無双剣（1962年、東映京都） - 天野与左衛門
- 花と野盗の群れ（1962年、東映京都） - 石打隼人
- 胡蝶かげろう剣（1962年、東映京都） - 赤鬼の久七
- よか稚児ざくら 馬上の若武者（1962年、東映京都） - 荒尾貫作
- まぼろし天狗（1962年、東映京都） - 辻堂平介
- 勢揃い関八州（1962年、東映京都） - 馬頭の軍吉
- 次郎長と小天狗 殴り込み甲州路（1962年、東映京都） - 栃川伴之進
- お坊主天狗（1962年、東映京都） - 三田甚蔵
- 地獄の影法師（1962年、東映京都） - 柳田典膳
- 宮本武蔵 般若坂の決斗（1962年、東映京都） - 野州川安兵衛
- 若さま侍捕物帳 お化粧蜘蛛（1962年、東映京都） - はやぶさの竜
- 関東遊侠伝 利根の朝焼け（1963年、東映京都） - 神楽獅子の大八
- いれずみ半太郎（1963年、東映京都） - 浅吉
- 夜霧の上州路（1963年、東映京都） - 弥次郎
- この首一万石（1963年、東映京都） - 市村
- 武士道残酷物語（1963年、東映京都）- 巡査
- 侍 富士を走る（1963年、東映京都） - 黒岩陣馬
- 新選組血風録 近藤勇（1963年、東映京都） - 中村半次郎
- 用心棒市場（1963年、東映京都） - 蔵元衆D
- めくら狼（1963年、東映京都） - 三浦
- 雲の剣風の剣（1963年、東映京都） - 石山
- 銭形平次捕物控（1963年、東映京都） - 山口平五郎
- 十三人の刺客（1963年、東映京都） - 明石藩士・仙田角馬
- 忍び大名（1964年、東映京都） - 加賀藩お抱えの鳶
- 車夫遊侠伝 喧嘩辰（1964年、東映京都）
- 悪坊主侠客伝（1964年、東映京都） - 警官
- 御金蔵破り（1964年、東映京都） - 庄五郎
- 博徒対テキ屋（1964年、東映京都） - デコ政
- 徳川家康（1965年、東映京都） - 平手汎秀
- いれずみ判官（1965年、東映京都） - 鉄
- 関東シリーズ
  - 関東やくざ者（1965年東映東京） - 黒田文六
  - 関東果し状（1965年、東映京都） - 井上仙太郎
  - 関東やくざ嵐（1966年、東映京都） - 新山市助
- 任侠木曽鴉（1965年、東映京都） - 細井儀一郎
- 次郎長三国志 甲州路殴り込み（1965年、東映京都） - 役人
- 明治侠客伝 三代目襲名（1965年、東映京都） - 野口友次
- 天保遊侠伝 代官所破り（1965年、東映京都） - 清滝の佐吉
- 花と龍（1965年、東映京都） - 大村組ボーシン
- 続 花と龍 洞海湾の決斗（1966年、東映京都） - 久造
- 日本侠客伝シリーズ（東映京都）
  - 日本侠客伝 血斗神田祭り（1966年） - 秀
  - 日本侠客伝 昇り龍（1970年） - 源十
  - 日本侠客伝 刃（1971年） - 神保
- 日本大侠客（1966年、東映京都） - 源蔵
- 沓掛時次郎 遊侠一匹（1966年、東映京都） - 蝮の大八
- 任侠柔一代（1966年、東映京都） - 大八
- 冒険大活劇 黄金の盗賊（1966年、東映京都） - 動明一作
- 怪竜大決戦（1966年、東映京都） - 法内
- 懲役十八年（1967年、東映京都） - 鉄板
- 一心太助 江戸っ子祭り（1967年、東映京都）
- 兄弟仁義シリーズ（東映京都）
  - 兄弟仁義 続 関東三兄弟（1967年） -  堂島貞吉
  - 兄弟仁義 逆縁の盃（1968年） -  大倉康弘
  - 関東兄弟仁義 仁侠（1971年） - 釜本
- 男涙の波門状（1967年、東映京都） - 石橋幸平
- 男の勝負シリーズ（東映京都）
  - 男の勝負 関東嵐（1967年） - 鳴神新八
  - 男の勝負 白虎の鉄（1968年） - 津賀谷甚平
- 十一人の侍（1967年、東映京都） - 魚住新之丞
- 博奕打ちシリーズ（東映京都）
  - 博奕打ち 総長賭博（1968年） - 石戸組代貸・北川常次
  - 博奕打ち外伝（1972年） - 睦会下関の親分・佐島
- 極道シリーズ（東映京都）
  - 極道（1968年） - 神保
  - 帰って来た極道（1968年） - 村上
  - 兵隊極道（1968年） - 大石曹長
  - 待っていた極道（1969年） - 犬山
- 前科者シリーズ（東映京都）
  - 前科者（1968年） - 金子
  - 前科者 縄張荒し（1969年） - 村田
- 馬賊やくざ（1968年、東映京都） - 島崎東吉
- 極悪坊主シリーズ（東映京都）
  - 極悪坊主 人斬り数え唄（1968年） - 正木守
  - 極悪坊主 念仏三段斬り（1970年） - 鯉沼利八郎
  - 極悪坊主 飲む打つ買う（1971年） - 黒川
- 博徒列伝（1968年、東映京都） - 警察署長
- 戦後最大の賭場（1969年、東映京都） - 清川源吉
- おんな刺客卍 （1969年、東映京都） - 土方歳三
- 賞金稼ぎ（1969年、東映京都） - 城戸要助
- 日本暗殺秘録（1969年、東映京都） - 巡査
- カポネの舎弟 やまと魂（1971年、東映京都） - 伊豆政
- 空、みたか？（1971年、田辺プロ） - 支配人
- 日本女侠伝 血斗乱れ花（1971年、東映京都） - 雁十
- 傷だらけの人生（1971年、東映京都） - 稲村源七
- 日本悪人伝シリーズ（東映京都）
  - 日本悪人伝（1971年） - 警察署長
  - 日本悪人伝 地獄の道づれ（1972年） - ホリ竜
- 子連れ狼シリーズ（東宝） ※若山富三郎版
  - 子連れ狼 死に風に向う乳母車（1972年）
  - 子連れ狼 親の心子の心（1972年）
- まむしの兄弟 お礼参り（1971年、東映京都） - 鬼塚
- 悪親分対代貸（1971年、東映京都） - 国松庄助
- 任侠列伝 男（1971年、東映京都） - 松下卯三郎
- 木枯し紋次郎（1972年、東映京都） 流人頭 ※菅原文太版
- 日蔭者（1972年、東映京都） - 警察署長
- 小泉八雲京日記（1973年、八雲プロダクション） - 和田準然
- 三池監獄 兇悪犯（1973年、東映京都） - 看守・伴平吾
- やくざ対Gメン 囮（1973年、東映京都） - 兵庫県警刑事・木戸口文蔵
- 山口組三代目（1973年、東映京都） - 大長一男
- 山口組外伝 九州進攻作戦（1974年、東映京都） - 猪川義一郎
- 殺人拳2（1974年、東映京都） - 新星建設専務
- ザ・カラテ（1974年、東映京都） - 山谷義造
- ザ・カラテ3 電光石火（1975年、東映京都） - 豪原謙吾
- 激突! 合気道（1975年、東映京都） - 名取流唐手師範・名取一成
- バカ政ホラ政トッパ政（1976年、東映京都） - 福島
- やくざ戦争 日本の首領（1977年、東映京都） - 白川義雄
- 日本の仁義（1977年、東映京都） - 辻清也
- 青春の門（1981年、東映京都） - 炭鉱主B
- 制覇（1982年、東映京都） - 谷口組若頭補佐・羽田昌男
- 嵯峨野の宿（1987年、にっかつ） - 土屋道晶
- 226（1989年、松竹） - 大蔵大臣・高橋是清

## 参考資料
- 黒須洋子『テレビ映画「新選組血風録」の世界』新人物往来社、2000年。ISBN 4-404-02875-X。
- 『日本映画人名事典』 男優篇 上巻、キネマ旬報社、1996年。ISBN 4-87376-188-3。
- テレビドラマデータベース